# Ami Pro
Ami Pro is een tekstverwerker die oorspronkelijk door het Amerikaanse bedrijf Samna ten behoeve van Microsoft Windows 3.0 in de markt werd geplaatst.
AmiPro had ten opzichte van de ook destijds al bekende tekstverwerkers Microsoft Word, WordPerfect en IBM DisplayWrite een groot voordeel: het was een van de eerste zogenaamde wysiwyg tekstverwerkers. Als zodanig was het al direct een succesvol product. Bij AmiPro lag wat meer de nadruk op Desktop Publishing functionaliteit, terwijl van zowel de DOS- als Windowsversies van de eerder genoemde tekstverwerkers de invalshoek het werkelijk tekstverwerken was. AmiPro had echter ook daarvoor uitstekende eigenschappen.
AmiPro is later door Lotus overgenomen. Lotus gaf het een andere naam: WordPro. WordPro is geschikt voor gebruik op het Windowsplatform tot Windows 2000. Op Windows XP is het product alleen met kunstgrepen te gebruiken en Windows Vista kan in het geheel niet overweg met WordPro.